# Mörttjärnen (Hedemora socken, Dalarna)
Mörttjärnen är en sjö i Hedemora kommun i Dalarna och ingår i Dalälvens huvudavrinningsområde.